# John R. Bolton
John Robert Bolton (Baltimora, 20 novembre 1948) è un politico, avvocato e diplomatico statunitense, ex Rappresentante permanente alle Nazioni Unite.
È stato Consigliere per la sicurezza nazionale, nominato dal presidente Donald Trump, poi licenziato il 10 settembre 2019, benché Bolton abbia sostenuto di aver dato le dimissioni di sua iniziativa.

## Biografia
Bolton si è laureato in legge all'Università Yale. Sul piano dell'attività professionale privata, è senior fellow presso l'American Enterprise Institute (AEI), consulente senior per il Freedom Capital Investment Management e consulente dello studio legale Kirkland & Ellis di Washington D.C. 

### Amministrazioni Reagan e Bush senior
Giudicato di tendenza risolutamente conservatrice, seguace del senatore Jesse Helms, durante le amministrazioni di Ronald Reagan e di Bush padre, ricoprì posizioni intermedie al Dipartimento di Stato, al Dipartimento della giustizia e alla U.S. Agency for International Development. 

### Amministrazione Bush junior
Da Sottosegretario di Stato per il controllo delle armi e la sicurezza internazionale, fu sostenitore dell'azione militare o del sostegno attivo al cambio di regime in Siria, Libia e Iran; è stato anche un sostenitore della guerra in Iraq e ha manifestato ostilità al ruolo multilateralista esercitato nel 2003 da Mohamed El Baradei.
Nel 2003 si fece promotore in prima persona di un attacco inedito all'Organizzazione per la Proibizione delle Armi Chimiche dell'Aja (OPAC). Chiamò al telefono il Direttore generale, Josè M. Bustani, intimandogli di dimettersi entro 48 ore dal vertice dell'organizzazione, arrivando, secondo quanto dichiarato dal manager brasiliano, a minacciarne la sicurezza dei figli in caso di mancata sottomissione all' invito. Il Bustani era stato confermato nell'incarico solo 12 mesi prima all'unanimità, anche col pieno avallo degli Stati Uniti che avevano ufficialmente caldeggiato il rinnovo del mandato. A fronte del rifiuto avanzato da Bustani, che avrebbe comportato un'improvvisa assenza di leadership senza ragionevole preavviso, volò appositamente da Washington ad Amsterdam per incontrarlo all'Aja, reiterandogli l'indicazione di lasciare il vertice dell'organizzazione. Bustani confermò l'intenzione di restare al suo posto, come da mandato ufficiale appena rinnovatogli.
Bolton confermò l'atteggiamento scettico sul multilateralismo delle organizzazioni internazionali, che aveva già espresso in precedenza. Nella prima sessione dell'Assemblea generale dopo l'assunzione del mandato, ad esempio, propose "centinaia di emendamenti dell´ultimo minuto alla dichiarazione conclusiva del vertice" sugli Obiettivi di sviluppo del Millennio (il seguito degli impegni adottati al summit del Millennio delle Nazioni Unite di cinque anni prima): ciò "ha condannato l´accordo - forse in modo premeditato - ad essere meno completo e incisivo di quanto si fosse auspicato. Effettivamente, Bolton voleva addirittura cancellare ogni riferimento di sorta ai Mdg. Ciò nonostante, anche gli Stati Uniti alla fine hanno dovuto cedere a questo imperativo morale".
Dopo aver guidato l'opposizione statunitense alla nascita della Corte penale internazionale, Bolton ha prestato servizio come ambasciatore degli Stati Uniti presso le Nazioni Unite dall'agosto 2005: la scelta di quello che era stato giudicato "un détracteur invétéré de l’organisation mondiale" fu effettuata dal presidente George W. Bush in un periodo di recess del Senato, che quindi non poté condizionarne la nomina al proprio previo advice and consent.
Dopo la prima sessione dell'Assemblea generale seguita nella sua nuova funzione, Bolton sostenne che i 191 Paesi avevano concordato in termini generali una serie di riforme del funzionamento dell'ONU: per conseguirle, agitò la "minaccia di bloccare il budget preventivo biennale, 3,9 miliardi di dollari".
Bolton rassegnò le dimissioni da ambasciatore nel dicembre 2006, quando l'incarico sarebbe altrimenti terminato, perché difficilmente avrebbe ottenuto la conferma dal Senato, in cui una maggioranza democratica neoeletta avrebbe assunto il controllo nel gennaio 2007. Successivamente alla cessazione del mandato diplomatico, intervenne in modo assai critico nel confronti della moratoria universale della pena di morte, votata dall'Assemblea generale delle Nazioni Unite nel dicembre 2007. "Per ironia della sorte, alle Nazioni Unite il lavoro del "falco" Bolton era stato apprezzato proprio dalle diplomazie dei paesi che inizialmente più lo avevano temuto, come gli alleati-nemici Germania e Francia, la Cina e la Russia, che gli hanno riconosciuto indubbie capacità di lavoro e di (inaspettata) mediazione".

### Durante l'eclissi repubblicana dalla Casa Bianca
Bolton è anche coinvolto in una serie di gruppi di riflessione conservatori, istituti politici e gruppi di interesse, tra cui l'Institute of East-West Dynamics, la National Rifle Association of America, la Commissione statunitense per la libertà religiosa internazionale, il Progetto per il nuovo secolo americano, l'Istituto per la sicurezza nazionale americana (JINSA), il Comitato per la pace e la sicurezza nel Golfo, il Consiglio per la politica nazionale e il Gatestone Institute, dove è presidente dell'organizzazione.
Nel suo successivo ruolo di commentatore di Fox News Channel, Bolton ha confermato la sua fama di "falco spregiudicato", dichiarando tra l'altro che «Obama ha un’ossessione ideologica con lo smantellamento del nostro deterrente nucleare, che si dimostra pericolosa»; è stato anche un sostenitore del cambio di regime in Corea del Nord e ha ripetutamente chiesto la risoluzione dell'accordo Iran-USA stipulato da Obama.
Bolton è stato anche consigliere per la politica estera del candidato presidenziale del 2012 Mitt Romney.

### Amministrazione Trump
Il 22 marzo 2018 il presidente Donald Trump ha annunciato la sua nomina a Consigliere per la sicurezza nazionale, destinato ad entrare in carica il 9 aprile successivo. Il 10 settembre 2019 lo stesso Trump annuncia via Twitter di averne chiesto le dimissioni, prontamente ottenute.
La pubblicazione nel 2020 di The Room Where It Happened, un suo libro di memorie sul periodo svolto alla Casa Bianca con Trump è intervenuta durante le sedute di impeachment del Presidente al Senato, destando interesse per le rivelazioni che vi sono contenute.

## Controversie
Nel 2020 il Dipartimento della giustizia degli Stati Uniti d'America richiede un'ingiuzione per bloccare la pubblicazione del suo libro "The Room Where It Happened". I suoi avvocati sostengono che si tratti di un tentativo di rallentarla da parte del presidente Donald Trump in persona, che definì il contenuto del libro "pura finzione". Il giudice federale Royce Lamberth riterrà che "l'ingiunzione non è un rimedio appropriato" e la Corte non ne ordinerà il sequestro né la distruzione, pur stabilendo che Bolton "ha violato gli accordi di riservatezza". Successivamente il Dipartimento concluderà una nuova indagine al riguardo e richiederà la confisca dei proventi del libro.
Nel 2022, durante un'intervista alla CNN, l'intervistatore gli chiede se Trump fosse implicato nell'assalto al Campidoglio degli Stati Uniti d'America del 2021 con l'intento di portare avanti un colpo di Stato e Bolton risponde: "Da persona che ha aiutato a fare colpi di Stato, non qui ma in altri posti, so che richiedono un sacco di lavoro e non è questo ciò che ha fatto". Le sue parole hanno presto suscitato condanne ufficiali e speculazioni informali da parte di osservatori internazionali.
Nel luglio 2025, John Bolton suggerì che l’Algeria offrisse a Donald Trump un regalo in modo che abbandonasse il riconoscimento americano della sovranità marocchina sul Sahara occidentale.